# Kylie's Remixes Volume 2
Kylie's Remixes Volume 2 er et remixalbum af den australske sangerinde Kylie Minogue. Albummet blev udgivet den 1. juli 1992 i Japan og den 5. maj 1993 i Australien af Mushroom Records.

## Spotliste
1. "Better the Devil You Know" (U.S. Remix) – 6:03
2. "Step Back in Time" (Walkin' Rhythm Mix) – 7:55
3. "What Do I Have to Do?" (Between the Sheets Remix) – 7:10
4. "Shocked" (DNA 12" Mix) – 6:16
5. "Word Is Out" (12" Version) – 5:53
6. "If You Were with Me Now" (Extended Version) – 5:11
7. "Keep on Pumpin' It" (Angelic Remix) – 7:25
8. "Give Me Just a Little More Time" (12" Version) – 4:36
9. "Finer Feelings" (Brothers in Rhythm 12" Mix) – 6:51
10. "Do You Dare?" (NRG Mix) – 7:06
11. "Closer" (The Pleasure Mix) – 6:49

## Hitlister
| Hitliste       | Placering |
| -------------- | --------- |
| Japan (Oricon) | 90        |